# 我们在一起
《我们在一起》是一首歌曲，發佈於2022年8月。由刘品晶作词，马乙、许燕鸣作曲，蒲灏君、王世伟、陈宏演唱。歌曲致敬在2019冠状病毒病疫情中深处一线的抗击疫情工作者，感谢志愿者、医护人员、社区工作者等群体的无私奉献。
1. ↑  . 厦门网.   [2022-09-07]. （原始内容存档于2022-09-07）.